# Clara Hätzlerin
Clara Hätzlerin (c. 1430 - 1476) va ser una escriba professional d'Augsburg del segle xv. És coneguda pel seu cançoner (Liederbuch) de 1471, que va ser una de les fonts utilitzades per Carl Orff per a fer el seu Dau Bernauerin.